# Michel Philippot
Pour les articles homonymes, voir Philippot.
Michel Philippot, né le 2 février 1925 à Verzy et mort le 28 juillet 1996 à Vincennes, est un compositeur français.

## Biographie
Il est metteur en ondes à la  Radiodiffusion Française puis RTF de 1949 à 1959, adjoint à la direction de France Culture en 1961. Il entre à l'INA en 1975, et fonde en 1989 la Formation supérieure aux métiers du son au Conservatoire national supérieur de musique de Paris. Ami de Raymond Queneau, il est invité d'honneur de l'Oulipo en 1967.

## Œuvres
Il compose des pièces symphoniques, concertantes, de la musique de chambre et de la musique concrète.
- Carrés magiques
- Transformations triangulaires
- Sonate pour orgue, dédiée à Jean Guillou
- Romance d'Hallewyn, pour voix et ensemble instrumental (1950)[3]

## Discographie
- Étude n·1 Disque Ducretet-Thomson (Collection UNESCO) 320 C 102
- Ambiance n·2 - Texte "Toast Funèbre" de Stéphane Mallarmé - récitante Nelly Delmas.
- Quatuor à Cordes n·2 - Quatuor ENESCO. Disque REM 311060
- Sonate - Jean Guillou. Disque Philips L'Orgue du 20e siècle